# Cercle d'études national-socialiste
Le Cercle d’études national-socialiste (CENS) est un groupuscule créé en juin 1943 par Raymond Du Perron de Maurin pour répondre aux actions de la Résistance contre les collaborateurs. Il rassemble les figures notoires de la collaboration sur Rennes, ainsi Alain de Saint-Méloir de la LVF et Émile Schwaller de la Milice française.

## Présentation
Le CENS se fera discret afin que la Résistance ne sache d'où proviennent les représailles.
La Résistance retrouve une vingtaine de bulletins d'adhésion au CENS au château d'Apigné. Outre Alain de Saint-Méloir et Émile Schwaller déjà cités, ont ainsi adhéré au CENS Alan Louarn, Guy Vissault et Joseph Le Ruyer, militants du PNB.

## L'opération de répression du 30 juin 1944
En réponse à l’assassinat le 28 juin 1944 de Philippe Henriot, secrétaire d'État à la Propagande, des miliciens, également membres du CENS, participent à plusieurs attentats dans la nuit du 30 juin 1944 à Rennes contre des personnalités rennaises,,, :
- Gaëtan Hervé, secrétaire général de la mairie de Rennes. Interpellé à son domicile, il parvient à s’enfuir, mais il est abattu place de la mairie de Rennes[5] ;
- Pierre Lemoine, greffier à la cour d'appel de Rennes. Il est abattu à l’entrée de son appartement d’une balle de revolver[6] ;
- Louis Volclair, libraire rennais qui est hospitalisé à la clinique de la Sagesse. Quelques hommes se présentent comme des policiers à la religieuse de garde et pénètrent en force dans la clinique pour abattre le libraire rennais sur son lit vers 23 heures[1],[7] ;
- Oscar Leroux, ancien adjoint au maire de Rennes, est blessé le 1er juillet 1944 en ouvrant les volets de sa chambre, par un coup de feu tiré de la rue[8],[1].

François Château, maire de Rennes, était une personnalité rennaise également désignée par la Milice pour être abattue. Mais, se sentant menacé, il réussit à s'enfuir dans la Sarthe début juin et échappe ainsi à l'exécution. Tous ses biens avaient été confisqués par la Milice ; un épisode qui lui sauva probablement la vie,.
Félix Olivier ou Ollivier est une autre personne citée parfois comme ayant été également assassinée,. L'éventuelle confusion peut venir du fait que l'annonce du décès est faite en même temps que celles de Gaëtan Hervé et de Louis Volclair.
Ces personnalités sont parfois présentées comme des Résistants,.